# Carlos Emanuel Soares Tavares
Carlos Emanuel Soares Tavares (Almada, Portugal, 23 de abril de 1985) es un futbolista portugués nacionalizado caboverdiano. Juega de defensor y su equipo actual es el AC Omonia Nicosia de la Primera División de Chipre.

## Selección
| Selección               | Año           | PJ | Goles |
| ----------------------- | ------------- | -- | ----- |
| Selección de Cabo Verde | 2013-presente | 18 | 0     |

## Clubes
| Club                   | País     | Año           | PJ  | Goles |
| ---------------------- | -------- | ------------- | --- | ----- |
| Arrentela (Infantiles) | Portugal | 1998 - 2000   |     |       |
| Amora FC (Cadete)      | Portugal | 2000 - 2001   |     |       |
| Arrentela (Cadetes)    | Portugal | 2001 - 2002   |     |       |
| Amora FC               | Portugal | 2002 - 2004   |     |       |
| FC Barreirense         | Portugal | 2004 - 2005   | 11  | 1     |
| Odivelas FC            | Portugal | 2005 - 2006   | 17  | 0     |
| FC Barreirense         | Portugal | 2006          | 6   | 1     |
| Imortal DC             | Portugal | 2006 - 2007   | 11  | 2     |
| Portimonense           | Portugal | 2007 - 2008   | 18  | 0     |
| GD Chaves              | Portugal | 2008 - 2009   | 12  | 0     |
| AD Camacha             | Portugal | 2009 - 2010   | 9   | 0     |
| Atlético CP            | Portugal | 2010 - 2011   | 29  | 0     |
| AEL Limassol           | Chipre   | 2011-2015     | 115 | 0     |
| Iraklis                | Grecia   | 2015          | 5   | 0     |
| AC Omonia Nicosia      | Chipre   | 2016-presente | 49  | 1     |